# Rubus parthenocissus
Rubus parthenocissus — вид квіткових рослин з родини трояндових (Rosaceae). Ареал: Німеччина (Баден-Вюртемберг, Баварія, Гессен, Рейнланд-Пфальц, Саар, Саксонія), Австрія, Польща, Чехія, Словаччина, Північно-Східна Франція, Словенія.